# Боле (аэропорт)
Международный аэропорт Аддис-Абеба — Бо́ле (амх. አዲስ አበባ ቦሌ ዓለም አቀፍ አየር ማረፊያ) (ИАТА: ADD, ИКАО: HAAB) — главный аэропорт Эфиопии, расположен в пригороде Аддис-Абебы — Боле, на высоте более 2000 м. Ранее назывался Международным аэропортом имени Хайле Селассие I. Является главным хабом национального авиаперевозчика Эфиопии Ethiopian Airlines. Рейсы осуществляются в страны Европы, Азии, Африки, Северной и Южной Америки. В аэропорту также находится Эфиопская авиационная академия. По состоянию на июнь 2018 года из аэропорта вылетало и прилетало около 450 рейсов в день.

## История
В 1960 году компания Ethiopian Airlines поняла, что аэропорт Лидетта слишком мал для её нового реактивного самолёта Boeing 720. Поэтому в Боле был построен новый аэропорт.
К декабрю 1962 года новая взлетно-посадочная полоса и диспетчерская вышка были введены в эксплуатацию. В 1997 году было объявлено о плане расширения аэропорта. Оно проводилось в три этапа:
- первый этап: строительство параллельной взлетно-посадочной полосы и расширение старой взлетно-посадочной полосы;
- второй этап: строительство нового терминала с большой парковкой, торговым комплексом и ресторанами;
- третий этап: строительство 38-метровой диспетчерской вышки и установка нового электрического и противопожарного оборудования.

Расширенная старая взлетно-посадочная полоса и новая взлетно-посадочная полоса способны принимать самолёты Boeing 747 и Airbus A340. Новая параллельная взлетно-посадочная полоса соединена пятью входами и выходами со старой взлетно-посадочной полосой, которая служит рулежной дорожкой. В терминале находится высокотехнологичная система безопасности и обработки багажа, построенная на площади более 43 000 м2. В терминале также есть банки и магазины беспошлинной торговли. Новая диспетчерская вышка была построена между Терминалом 1 и Терминалом 2, заменив собой старую.
В 2003 году был открыт новый международный пассажирский терминал, что сделало его одним из крупнейших в Африке. Новый терминал способен обслуживать около 3000 пассажиров в час. Общая стоимость этого проекта составила 1,05 миллиарда быров (130 миллионов долларов США). Аэропорт был одним из ряда строящихся аэропортов в Эфиопии.
В 2006 году с пятимесячным опозданием был открыт новый грузовой терминал и ангар для технического обслуживания. Это произошло из-за значительного расширения спецификаций для улучшения пропускной способности и потребностей Ethiopian Airlines. Он может одновременно принимать от трех до четырёх самолётов. Общая стоимость проекта составила 340 миллионов быр. В то же время в аэропорт прибыл первый Airbus A380 для проведения испытаний, подтверждающих работоспособность двигателей Engine Alliance GP7200 в высокогорных аэропортах. Это показало способность аэропорта принимать A380.
В 2010 году администрация аэропортов Эфиопии объявила о ещё одном проекте расширения аэропорта стоимостью 27,9 миллиона долларов. Проект включал в себя увеличение вместимости стоянки с 19 до 44 самолётов для размещения более тяжелых самолётов, таких как Boeing 747 и Boeing 777. На первом этапе проекта будет построено 15 мест, остальные будут завершены в следующий этап. Расширение поможет уменьшить загруженность воздушного движения из-за увеличения числа международных поездок. Это привело к новому плану расширения в 2012 году.

### Расширение

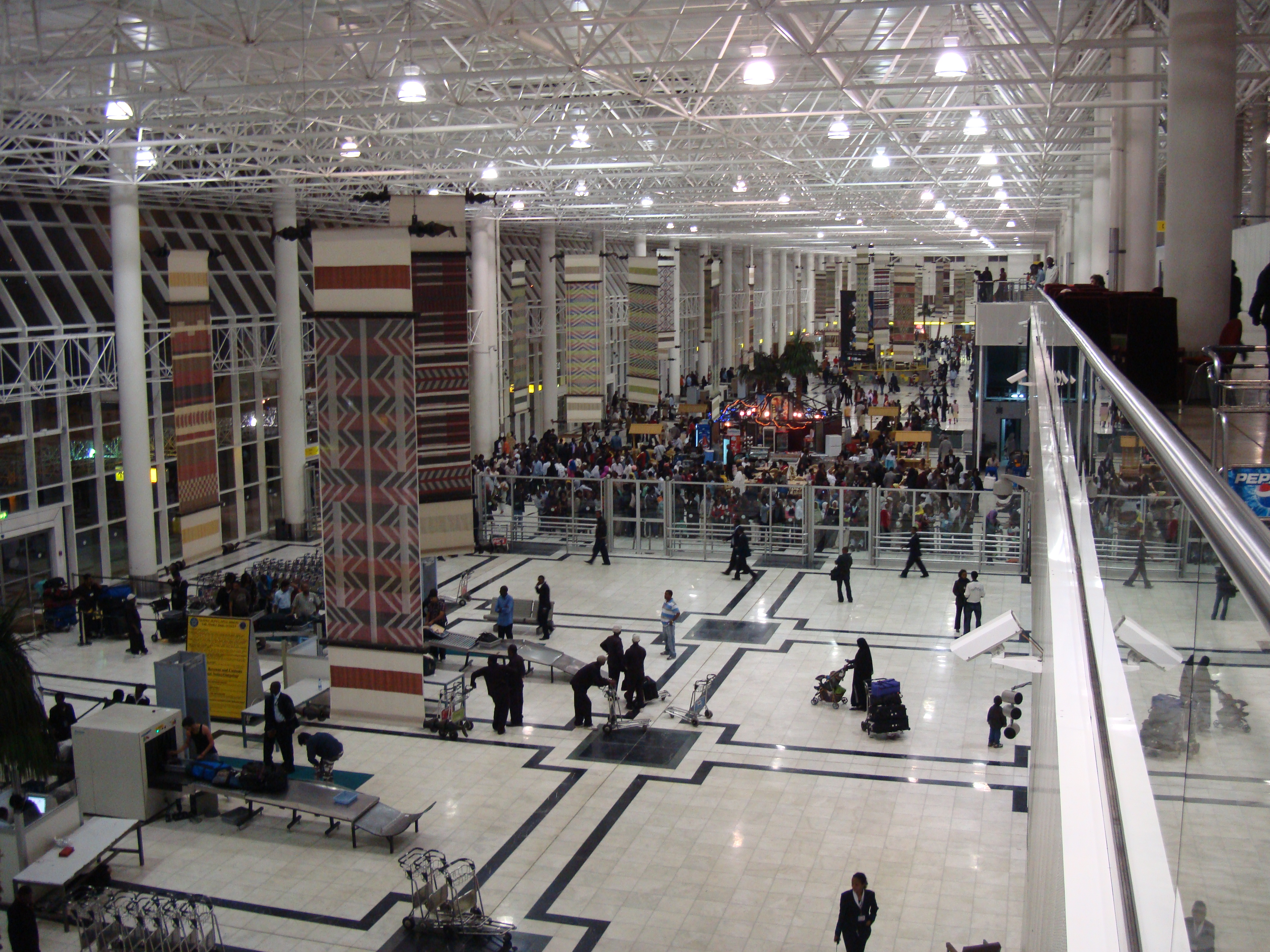
Зал ожидания

Зал вылета Терминала 2

Расширение пассажирского терминала, грузового помещения, ангара, взлетно-посадочной полосы и строительство гостиницы в настоящее время завершено китайскими государственными компаниями.
Работы по расширению ведутся в два этапа на участке площадью 80 га. Первый этап работ по расширению позволил аэропорту разместить 15 дополнительных самолётов, что уменьшило заторы на дорогах в аэропорту. Второй этап работ по расширению позволит аэропорту обслуживать 10 дополнительных самолётов. После завершения расширения аэропорт сможет обслуживать в общей сложности 44 самолёта. Также было запланировано расширить перрон, который предположительно может решить постоянную проблему парковки самолётов, с которой он сталкивается, особенно во время крупных международных конференций.
В 2012 году было объявлено о расширении нового пассажирского терминала. Затраты на это расширение прогнозировались на уровне 250 миллионов долларов. В то же время была завершена новая рампа, и теперь она может парковать 24 самолёта. Строится ещё один телетрап для 14 самолётов. В то же время был завершен первый этап расширения рулежных дорожек и добавления парковки самолётов. В конечном итоге это приведет к расширению терминала. Все это соответствует плану «Эфиопских авиалиний» «Видение 2025».
По словам генерального директора Ethiopian Airlines, восточное крыло недавно расширенного аэропорта должно было быть введено в эксплуатацию к концу июня 2018 года. Весь проект расширения должен был быть завершен к концу 2018 года, что позволило аэропорту принимать до 22 миллионов пассажиров в год. По состоянию на 23 января 2020 года расширение ещё не полностью завершено. Новая зона регистрации и эстакада к ней ещё не открыты.
27 января 2019 года премьер-министр Эфиопии Абий Ахмед открыл новую часть Терминала 2.

### Дальнейшие расширения
Бывший премьер-министр Хайлемариам Десалень якобы дал разрешение на строительство нового международного аэропорта в городе Моджо, в 65 км к югу от нынешнего столичного аэропорта . Высокопоставленный чиновник эфиопского аэропорта сообщил, что представители предприятия и министерства транспорта проинформировали премьер-министра о планируемом грандиозном проекте аэропорта.

## Характеристики

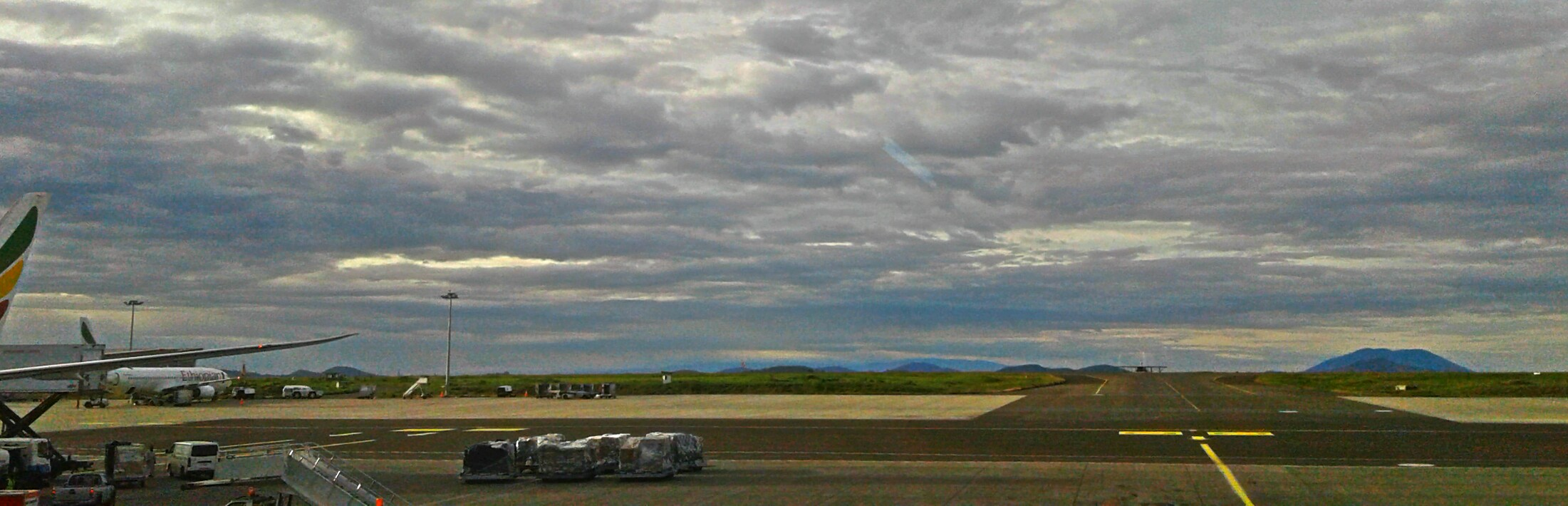
Вид на аэродром.

В аэропорту есть два терминала с 11 выходами на посадку, а также более 30 удаленных стоянок для самолётов за обоими терминалами. В Терминале 1 есть 4 выхода, а в Терминале 2 действует 7 выходов. Терминал 1 обслуживает внутренние и региональные рейсы компаний Ethiopian Airlines, EgyptAir, Qatar Airways, Sudan Airways, и Yemenia. Терминал 2 обслуживает международные рейсы и остальные авиакомпании, обслуживающие аэропорт.
В 2012 году Ethiopian Airlines открыла первую очередь зала ожидания бизнес-класса. Это обеспечит путешественников премиум-класса современными удобствами и услугами. Второй этап строительства зала ожидания будет включать в себя спа-салон, электронные камеры хранения для пассажиров, где они смогут хранить свои сумки, и традиционный эфиопский кофейный уголок. После завершения он будет в три раза больше существующего зала. Там есть тихий уголок с кроватями и индивидуальными лампами для чтения, массажные кресла и зона с бесплатным Wi-Fi. Зал ожидания является частью «Плана быстрого роста Vision 2025» авиакомпании.
В 2017 году Ethiopian Airlines Group объявила о подписании контракта на 350 миллионов долларов с China Communications Construction на строительство нового хаба, часть которого будет открыта для публики не позднее июня 2018 года.

## Авиакомпании и направления

### Пассажирские
1: Часть этих рейсов совершают остановки в Дублине для дозаправки. Однако, Ethiopian Airlines не имеет прав на продажу билетов только между Аддис-Абебой и Дублином, а также между Дублином и Чикаго, Торонто и Вашингтоном.

## Статистика
Данные из запроса в Викиданные.

## Авиакатастрофы и происшествия
- 18 апреля 1972 г. в 09:40 самолёт VC-10 East African Airways разбился при взлете; Погибли 35 пассажиров, а также 8 из 11 членов экипажа. 13 раненых, 48 не пострадали[53][54].
- 18 марта 1980 года самолёт Douglas C-47B Ethiopian Airlines потерпел крушение при заходе на посадку с одним двигателем в международный аэропорт Боле. Самолёт выполнял тренировочный полет[55].
- 10 марта 2019 г. самолёт Boeing 737 MAX 8 Ethiopian Airlines, направлявшийся в Найроби, разбился вскоре после взлета из международного аэропорта Боле, в результате чего погибли все 157 человек (149 пассажиров и 8 членов экипажа), находившиеся на борту[56]. Эта авария была очень похожа на крушение рейса 610 Lion Air, произошедшее пятью месяцами ранее, поскольку оба самолёта были совершенно новыми 737 MAX, которые разбились сразу после взлета. Эти две аварии привели к тому, что эксплуатация Boeing 737 MAX была приостановлена почти на 2 года по всему миру[57].